# Histoire du système métrique
L'histoire du système métrique retrace au cours du temps l'évolution du système métrique, depuis sa création en 1793 en France jusqu'à sa transformation en 1960 en système international d'unités.
Devant la profusion des unités de poids et mesures existant dans tous les pays d'Europe au Moyen Âge, un mouvement se dessine dès le milieu du XVIe siècle pour trouver une mesure universelle au sens de « commune aux peuples européens ». Deux voies sont possibles : le chemin de la nature, à savoir un lien avec la terre, et par ailleurs le chemin du calcul, c’est-à-dire celui d’un pendule. Le Néerlandais Isaac Beeckman en 1631, puis le Britannique Christopher Wren en 1664, l’abbé Picard en France en 1669 et le Néerlandais Christian Huygens en 1673 sont, chronologiquement, les premiers à proposer de choisir comme unité universelle la longueur du pendule battant la seconde. Mais l’idée de créer un nouveau système décimal de mesure basé sur la circonférence de la Terre, proposée pour la première fois par Gabriel Mouton en 1670 va l’emporter avec les travaux godésiques entrepris au XVIIIe siècle.
Le 9 mars 1790, Talleyrand propose à l’Assemblée nationale un « Mémoire sur la nécessité de rendre uniformes dans tout le Royaume, toutes les mesures d’étendue et de pesanteur ». L’idée est de définir de nouvelles unités qui soient universelles. Un décret d'août 1793 définit le mètre provisoire, avec échelle décimale, ainsi que les noms des nouvelles unités: milliaire, cade, pinte, bar et grave; des étalons provisoires devront être envoyés dans les départements. La loi du 18 germinal de l'an III (7 avril 1795) institue le système métrique décimal, s'appuyant sur l’unité de longueur, définie comme la dix-millionième partie du quart du méridien terrestre, et l’unité de masse qui en est déduite, comme celle d’un décimètre cube d’eau distillée. Une valeur provisoire est donnée au mètre, exprimée en toises, puis définitive en 1799, après la mesure d'un arc de méridien entre Dunkerque et Barcelone entreprise par Jean-Baptiste Delambre et Pierre Méchain, pendant près de sept ans entre 1792 et 1799.
La loi fixe la longueur du mètre à 0,513074 toise de Paris, et des prototypes en platine, fabriqués à partir de mousse de platine agglomérée, sont adoptés en juin 1799. Des copies sont ensuite diffusées dans les départements français. A ses débuts, de 1800 à 1840, le système métrique connait quelques avatars avec notamment la réintroduction officielle d'anciennes unités de mesures.
Le 20 mai 1875 a lieu à Paris la signature d'un traité international destiné à assurer « l'unification internationale et le perfectionnement du Système métrique » et connu depuis sous le nom de Convention du Mètre. Le Bureau international des poids et mesures (BIPM), l'organisation intergouvernementale garante de l'évolution et de la diffusion du système métrique est créée ce jour là. La réalisation des prototypes internationaux et les progrès entérinés par la CGPM donnent un essor à la diffusion du système métrique dans le monde.
Aux deux unités de base (mètre et kilogramme) viennent s'ajouter les unités d'autres grandeurs physiques : le temps dans les années 1940, puis la température, l'intensité de courant et l'intensité lumineuse dans le cadre de la préparation du système international d'unités qui est adopté en 1960. Une 7e unité de base vient compléter le dispositif en 1971 : la mole.

## Poids et mesures pré-métriques

### Diversité des mesures en Europe
Sous l'Ancien Régime, les mesures linéaires forment un système duodécimal hérité de l'ancien système romain, hormis en Lorraine ou bizarrement on utilise depuis 1600 le système décimal. L’unité fondamentale est le pied de douze pouces. Chaque pouce se divise en 12 lignes et la ligne en 12 points ou parties. Le pied, qui était une mesure usuelle à Rome comme en Grèce, est l’unité de base se répand dans toute l’Europe au Moyen Age et même au-delà : en Angleterre et aux États-Unis (foot), en Allemagne et en Autriche (fuss), en Italie (piede), en Suède et en Norvège (fot), au Danemark (fod) ; en Espagne (pié), au Portugal (pe) et progressivement à tous les comptoirs marchands et à toutes les colonies.

#### Diversité des mesures et anciennes tentatives d’unification en France
L’origine des mesures usuelles a une antiquité trop reculée pour être fixée de façon précise, et chaque pays en adopta d'appropriées à ses conditions d'existence, ce qui explique leur variété. Plus tard, les transactions commerciales de peuple à peuple se multipliant, les inconvénients de cette diversité ont commencé à se faire ressentir. Ainsi, en France, comme ailleurs en Europe, les mesures du royaume étaient très variables. Le modius, par exemple, mesure de capacité pour les grains et les liquides, variait d’une province à une autre, parfois même de ville à ville.
Charlemagne est le premier à décréter l’emploi de mesures identiques dans toute l'étendue de son empire par le fameux capitulaire d'Aix-la-Chapelle (789). Il recommande l’adoption de mesures justes et équitables : « Nous voulons que tous, usent de mesures égales et sûres, des poids égaux et justes, soit pour livrer la marchandise, soit pour la recevoir, dans les villes comme dans les monastères, selon la règle que nous tenons de la loi de Dieu. ». En 800, il demande que des étalons soient conservés par les juges : « Nous voulons que chaque juge conserve dans ses services les étalons du setier et de ses divisions, du huitième et du boisseau, comme nous les avons nous-mêmes dans notre Palais. ». Puis en 813, il recommande à nouveau l’utilisation de poids et mesures justes. « Nous voulons que les poids et mesures soient, en tous lieux, uniformes et justes. »,,.
Ses successeurs, entre autres Louis le Débonnaire et Charles le Chauve renouvellent ces prescriptions. Ce dernier déclare dans l'édit de Pîtres (864) que les mesures dont peuvent se servir ses sujets devaient être rigoureusement conformes aux modèles déposés dans son palais. Mais les documents prouvent que ces règlements sont peu suivis. Une fois la féodalité établie, le droit d'étalonnage appartient au seigneur et, comme la taxe payée était un de ses meilleurs revenus, chacun d'eux eut intérêt à posséder des unités différentes de celles des fiefs voisins. Dès lors la confusion recommence à régner.
Philippe le Bel essaye bien de réagir. Ses barons continuent toutefois sans vergogne leur lucratif métier de « faux monnayeurs ». Philippe le Long voulut faire aller plus loin. Il décide non seulement qu'« une seule monnaie de bon et loyal pois » serait frappée par lui, mais il ordonna « qu’en son dit royaume, où il y a diverses mesures et divers pois, en déception et lésion de plusieurs, fussent faites de nouvel un seul pois et une seule mesure convenables, desquels le peuple usast dorénavant ». Il se heurte toutefois à l’opposition du tiers état qui, par la voix de ses députés réunis à Orléans le 10 octobre 1321, rejette la réforme. François Ier (1510) et Henri III (1575) ne sont pas plus heureux dans leurs tentatives. Il y a alors, rien que pour les mesures de longueur en usage dans l'est de la France, huit pieds différents (le pied de roy, le pied de Montbéliard, le pied de Lorraine, le pied de Bourgogne, le pied du Chastelet, le pied d’Allemagne, le pied de Savoie et le demi-pied d'Italie).

#### Situation en France à la veille de la Révolution
En 1789, il existe quelques 800 mesures différentes, recouvrant d’une région à l’autre des réalités différentes. Par exemple, la livre pèse 489,5 g à Paris, 414,8 g à Lyon, 388,5 g à Marseille. Le setier contient 12 boisseaux de grains, mais 16 de sel, 24 d’avoine, et 32 de charbon. D’où des calculs compliqués, des erreurs, des pertes de temps, mais aussi des abus, des fraudes, des tromperies, des disputes. Le développement du commerce et de l’industrie en était de plus en plus entravé. Par ailleurs, le progrès des sciences exactes nécessitait un système de mesure universel, précis et pratique et, tout à la fois, en permettait la réalisation.

### Idées théoriques sur les mesures universelles et premières mesures du méridien (XVIIe–XVIIIesiècle)
Devant la profusion des unités de poids et mesures existant dans tous les pays d'Europe au Moyen Âge, un mouvement se dessine dès le milieu du XVIe siècle pour trouver une mesure universelle au sens de « commune aux peuples européens ». Deux voies sont possibles : le chemin de la nature, à savoir un lien avec la terre, et par ailleurs le chemin du calcul, c’est-à-dire celui d’un pendule.
Le Néerlandais Isaac Beeckman en 1631, puis le Britannique Christopher Wren en 1664, l’abbé Picard en France en 1669, l'Italien Tito Livio Burattini en 1675, mais aussi La Condamine en 1747 et Nicolas de Condorcet en 1774 sont, chronologiquement, les premiers à proposer de choisir comme unité universelle la longueur du pendule battant la seconde.
L'abbé Gabriel Mouton, un astronome né à Lyon, publie en 1670 l'ouvrage Observationes diametrorum solis et lunae apparentium, dans lequel il suggère qu'un nouveau système décimal de mesure pourrait être basé sur la circonférence de la Terre, calculée par Giovanni Battista Riccioli (1598-1671) de Bologne comme étant d'environ 32 512 000 pas romains (environ 48 118 km). Le méridien terrestre, et plus largement la terre, a fait l'objet de mesure depuis très longtemps : Eratosthène ((III B.C.), Al-Ma'mūn(820), Jean Fernel (1525), Willebrord Snell (1617), Norwood (1635), Picard (1670), J. Cassini (1718), Lacaille et Cassini de Thury (1740).

## Arithmétique décimale, fondement du système métrique

### Simon Stevin et l'arithmétique décimale (1585)

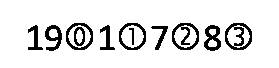
Notation décimale pour 19,178.

Simon Stevin, un mathématicien belge, présente et explique pour la première fois en 1585 les avantages de l'arithmétique décimale dans un petit livre intitulé De Thiende (en) en flamand (la langue maternelle de Stevin) et La Disme en français,. George Sarton, l'un des principaux historiens des sciences de la première moitié du XXe siècle, qualifie Stevin de « peut-être l'homme de science le plus original de la seconde moitié du XVIe siècle ». La notation de Stevin n'est pas tout à fait celle utilisée usuellement de nos jours. Par exemple, il n'utilisait pas de point décimal ou d'équivalent. La partie fractionnaire d'un nombre était marquée par un 0, 1, 2, 3, etc. encerclé, pour les uns, les dixièmes, les centièmes, les millièmes, etc. La notation décimale de Stevin trouve un écho dans l'Europe savante. Malgré la lourdeur de la notation, Sarton reconnaît à Stevin le mérite d'avoir expliqué l'idée de l'arithmétique décimale dans son intégralité. Sarton mentionne deux autres érudits travaillant plus tôt au XVIe siècle, Christoff Rudolff à Augsbourg (dans l'actuelle Allemagne) et Elijah Ben Abraham Mizrah à Constantinople (aujourd'hui Istanbul, en Turquie) qui ont utilisé une méthode qui s'apparente aux fractions décimales, y compris un séparateur entre les parties entières et fractionnaires des nombres, mais sans la compréhension ou la justification énoncée par Stevin.

### Virgule décimale ou point décimal
Jusqu'en 2024, il était admis que c'était Christophorus Clavius qui avait le premier introduit le point décimal dans ses tables astronomiques (Astrolabium) de 1593, suivi par Bartholomäus Pitiscus dans ses tables trigonométriques (1612), et enfin par John Napier dans ses deux ouvrages sur les tables de logarithmes (1614 et 1619). Mais une nouvelle étude publiée le 17 février 2024 dans Historia Mathematica montre que le point décimal a été retrouvé dans des tables astronomiques des années 1440 du marchand et mathématicien italien Giovanni Bianchini,.
L'usage de la virgule ou du point comme séparateur décimal a longtemps été fluctuant selon les pays. Les pays anglophones ayant choisi la virgule comme séparateur de milliers, les États-Unis choisirent le point comme séparateur décimal alors que les Britanniques optèrent pour l'usage du point médian (·) lorsque ce caractère était disponible. Depuis 2003, Le Bureau international des poids et mesures (BIPM) comme l'Organisation internationale de normalisation (ISO) reconnaissent indifféremment l'usage du point ou de la virgule comme séparateur décimal, quelle que soit la langue.

### La décimalisation, un souhait à la fin duXVIIIesiècle
En 1751, dans le quatrième volume de l'Encyclopédie, on lit sous la signature du mathématicien d'Alembert à l'article « Décimal » : « Il seroit très à souhaiter que toutes les divisions, par exemple de la livre, du sou, de la toise, du jour, de l’heure, &c. fussent de 10 en 10 ; cette division rendroit le calcul beaucoup plus aisé & plus commode, & seroit bien préférable à la division arbitraire de la livre en 20 sous, du sou en 12 deniers, du jour en 24 heures, de l’heure en 60 minutes, &c ». La Révolution tentera de réaliser ce vœu rationnel en inventant le calendrier républicain : douze mois de trente jours divisés en trois décades.

## Velléités d'uniformisation des poids et mesures à la fin duXVIIIesiècle
Les idées théoriques sur la recherche d'une mesure universelle développées au XVIIe et XVIIIe siècles constituent la base des discussions en Grande-Bretagne, aux États-Unis et en France, non seulement parmi les philosophes naturalistes, mais aussi au sein des organes gouvernementaux. Les discussions dans les deux pays anglophones n'ont toutefois eu que peu ou pas d'influence sur les développements en France.

### France

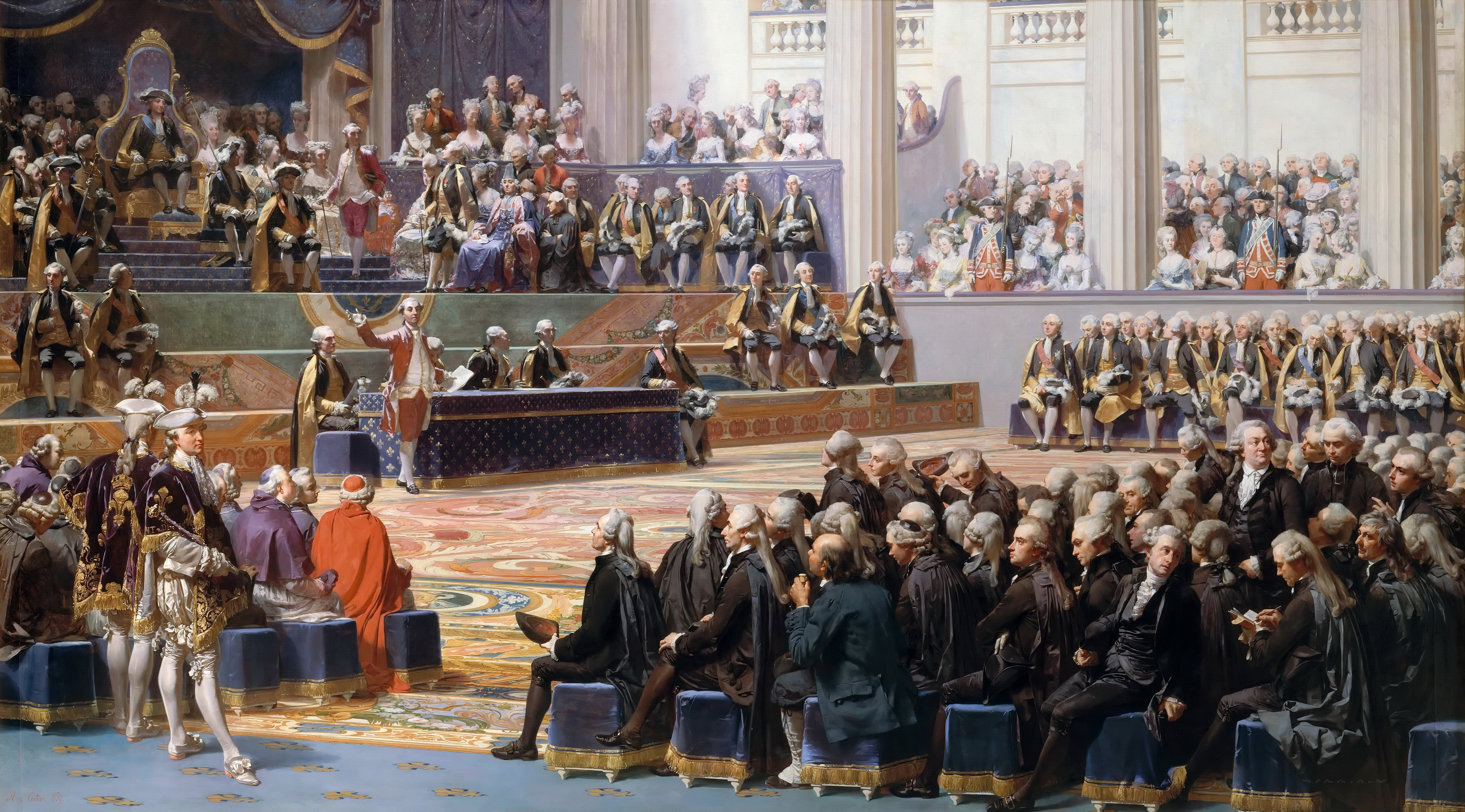
Ouverture des États généraux à Versailles, 5 mai 1789, Auguste Couder, 1839, musée de l'Histoire de France (Versailles).

Le 8 août 1788, le marasme financier et la dégradation de la situation dans tout le pays amènent Louis XVI à convoquer les états généraux du royaume pour le 1er mai 1789. Des cahiers de doléances sont rédigés en février 1789 dans les assemblées locales chargées d'élire les députés aux États généraux. Parmi ces doléances figurent – entre autres – des remarques relevant de l'unification des mesures, qui couvrent alors les longueurs et les poids qui sont considérés objets d'usage courant pour la population du royaume. Ces appels à l'uniformisation des mesures apparaissent dans les doléances des trois ordres, le clergé, la noblesse et le tiers-état. Il serait toutefois erroné de considérer ces doléances comme le signe d'un mécontentement populaire à l'égard des poids et mesures. Dans de nombreux cahiers, la diversité des mesures est présentée comme un obstacle à la liberté du commerce. En d'autres termes, les marchands et autres sujets français économiquement puissants
considèrent que l'uniformisation des mesures est dans leur intérêt.

### Grande-Bretagne
John Riggs Miller, député de Cornouailles, prononce en juillet 1789 le premier de trois discours sur la réforme des poids et mesures à la Chambre des communes britannique. Ses arguments en faveur de l'uniformisation des poids et mesures sont similaires à ceux entendus à la même époque en France, mais sans l'urgence révolutionnaire : des mesures différentes selon les villes et les marchandises sont un obstacle au commerce et une tentation de faire des affaires déloyales. Ces observations sont assurément valables, mais peuvent être faites pour tous les pays, et non pas seulement pour les pays de l'Union européenne. Dans son deuxième discours (février 1790), il demande que l'on recueille des étalons locaux dans tout le pays pour évaluer le degré de désorganisation des mesures avant de proposer un nouveau système fondé sur des principes philosophiques. Il expose ces principes dans son troisième discours, en avril 1790 : le système serait basé sur un étalon naturel invariable, qui serait un pendule battant les secondes à Londres, et utilisant des multiples et des divisions décimales. Il est évident que Miller est au courant de ce qui y a été proposé en France, mais il affirme avoir déjà formulé ces principes antérieurement. La proposition française et celle que Miller publie après son troisième discours au Parlement évoquent toutes deux la possibilité d'une coopération entre la Grande-Bretagne et la France en matière de réformes. Une proposition officielle de coopération en matière de poids et mesures est d'ailleurs faite par l'ambassadeur français est rejetée par le ministre britannique des Affaires étrangères. Après la dissolution du Parlement en 1790, Miller n'est pas réélu. Lorsque le Royaume-Uni envisage à nouveau sérieusement des poids et mesures uniformes dans les années 1820, la coopération avec la France n'est plus à l'ordre du jour.

### États-Unis
L'uniformisation des poids et mesures était un sujet naturel pour une nouvelle confédération d'États indépendants, une occasion de fixer des normes auxquelles les parties disparates pourraient adhérer. Les articles de la Confédération, adoptés en 1777, donnaient aux États-Unis, réunis en congrès, le droit de fixer les poids et mesures dans tout le pays. En janvier 1790, le président George Washington (1732-1799) prononce un discours en faveur de l'unification des poids et mesures et confie au secrétaire d'État, Thomas Jefferson la tâche de préparer un ou plusieurs plans d'uniformisation des poids, des mesures et de la monnaie. Celui-ci présente un rapport le 4 juillet 1790. Il commence par passer en revue les considérations liées au choix d'un étalon de longueur invariable et propose une tige de fer cylindrique uniforme qui bat les secondes à 45° de latitude et au niveau de la mer, conservée dans une cave ou dans un autre endroit où les variations de température sont minimes. La tige cylindrique est une variante du pendule des secondes. Pour les unités, il présente deux plans : l'un qui conservait les mesures alors utilisées mais les renvoyait à la norme soigneusement mesurée, et l'autre qui impliquait un changement complet pour des unités différentes sur une échelle décimale. Une refonte complète présenterait de grands avantages, mais ,reconnaît-il, très perturbante. Le fait que Jefferson ait passé cinq ans en France en tant que ministre, juste avant d'occuper le poste de secrétaire d'État et d'être chargé de rédiger un rapport sur les poids et mesures, soulève la question de l'influence possible du continent sur sa pensée.
Le 1er mars 1791, la commission sénatoriale estime qu'il n'est pas souhaitable que les États-Unis modifient leurs poids et mesures alors que les Français et les Anglais étudient de nouveaux systèmes de mesures susceptibles d'être adoptés par ces nations commerciales. Les discussions et les reports se poursuivirent jusqu'au début de l'année 1795, lorsque Washington envoie aux deux chambres du Congrès un message sur les poids et mesures émanant du Comité de salut public de la République française et transmis par son ministre aux États-Unis - essentiellement au sujet du système métrique. Mais la Chambre va jusqu'à adopter, en mai 1796, un projet de loi préconisant des unités peu différentes du pied et de la livre alors en usage, ainsi que des expériences visant à définir un étalon de longueur dérivé d'une constante de la nature. Le Sénat ne reprend pas le projet de loi et les États-Unis entrent dans le dix-neuvième siècle sans système national de poids et mesures.

## Création du système métrique dans la France révolutionnaire

### Vers une unité de longueur universelle prise dans la nature
À la suite des états généraux de mai 1789 qui ont fait apparaître des besoins d'uniformisation des poids et mesures, Prieur de la Côte-d'Or dit à l’Assemblée nationale en février 1790 : « les représentants de la Nation ont brisé les fers qu’avait forgés le despotisme. La féodalité est détruite, le grand œuvre de notre génération est commencé et s’avance de jour en jour. La variété des coutumes, sources immenses d’abus, sera désormais remplacée dans toute la France par l’uniformité la plus exacte dans les lois d’administration de la justice. Avec un ordre si beau, laissera-t-on subsister l’ancien chaos dû à la diversité de nos mesures ? ». Talleyrand, évêque d'Autun, élu député en 1789, rebondit sur les propos de Prieur de la Côte-d'Or et présente à l'Assemblée nationale constituante, le 9 mars 1790, sous forme imprimée, un projet d'un système de poids et mesures basé sur un étalon.

« … il faut, pour que la solution du problème soit parfaite, que cette réduction se rapporte à un modèle invariable pris dans la nature afin que toutes les nations puissent y recourir dans le cas où les étalons qu’elles auraient adoptés, viendraient à se perdre ou à s’altérer. »

Selon lui deux méthodes sont possibles pour définir celui-ci : 
- « la soixante millième partie de la longueur du méridien coupé en deux parties égales par le quarante-cinquième parallèle »,
- « la longueur du pendule simple à seconde par la latitude de 45 degrés ».

Les autres unités de longueur, ainsi que celles de volume seraient ensuite déduite de cette unité de base par des rapports fixes, l’unité de poids étant, elle, dérivée du procédé défini par Lavoisier, à savoir par la pesée d’un volume d’eau,. Le discours de Talleyrand comprend des passages quelque peu enflammés qui pourraient être de lui. Mais les parties plus scientifiques seraient le fait de Nicolas de Condorcet, alors secrétaire perpétuel de l'Académie des sciences, ou de De La Lande, qui commençait à être bien connu dans différents milieux.

### Mesure de Delambre et Méchain (1792-1798)
Avec des instruments plus perfectionnés que ceux utilisés au XVIIIe siècle et des connaissances scientifiques issues du siècle des Lumières, la mesure doit être bien plus précise que celle des Cassini. La mission s'avère être une vraie épopée qui dure six années, émaillées de dangers, d'arrestations, de révocations temporaires, de destructions de matériel, d’épisodes tragi-comiques, de calculs, en pleine période révolutionnaire de la Terreur. En outre une partie de ces mesures doit être réalisée sur le territoire espagnol tandis que la guerre entre la France et l’Espagne débute le 7 mars 1793. Méchain y laisse sa raison, rongé par la honte d’une erreur de trois secondes. Delambre y gagne le poste de secrétaire perpétuel de l'Académie des sciences en 1803. Le produit de leurs travaux est ensuite matérialisé sous la forme d’une règle en platine pur. Les travaux sont acclamés, la preuve qu’au milieu de bouleversements sociaux et politiques la science pouvait produire quelque chose de permanent. Devant le fruit de leur labeur, Napoléon Bonaparte, fait une déclaration prophétique : « Les conquêtes passent et ces opérations restent. ».

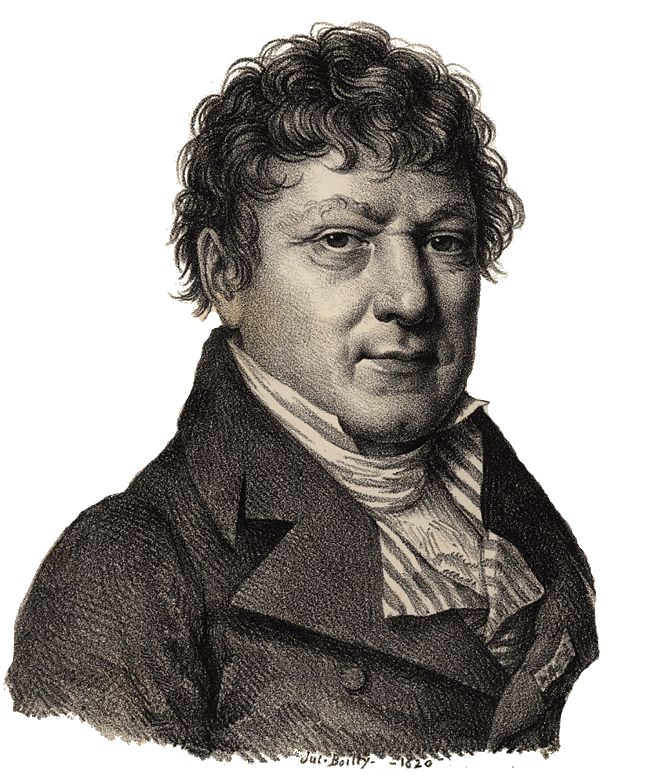
Jean-Baptiste Delambre par Julien Leopold Boilly (1820)
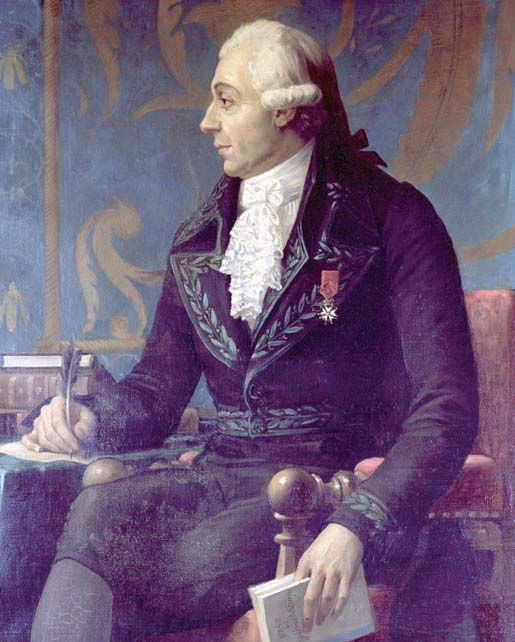
Pierre-François Méchain.
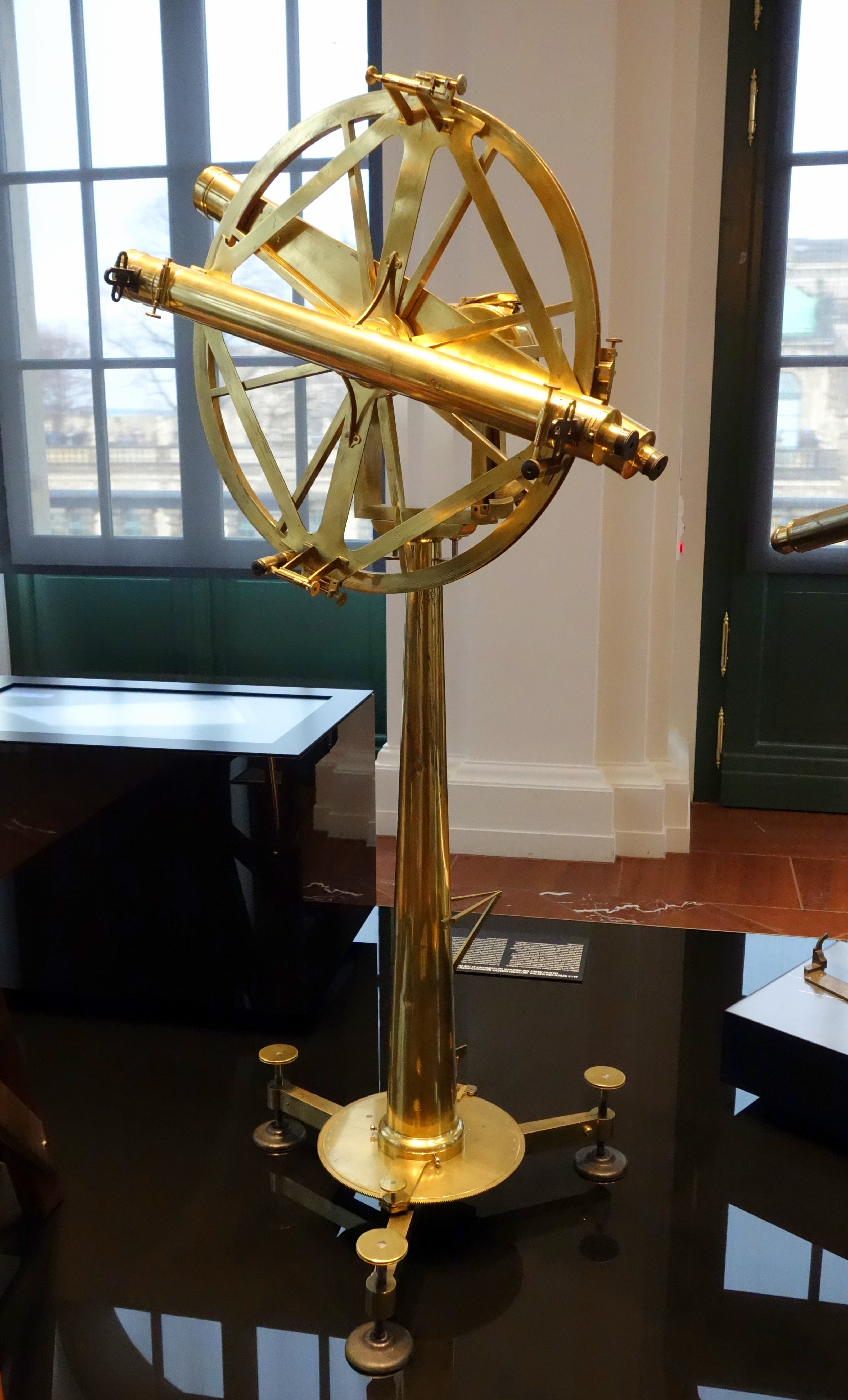
Cercle répétiteur de Borda.

### Nouveau système des poids et mesures

#### Adoption par la Convention nationale du «nouveau système des poids et mesures» (1eraoût 1793)
Le 3 avril 1792, juste avant la déclaration de guerre au roi de Bohème et de Hongrie le 20 avril 1792, puis à la Prusse et l’Autriche en juillet 1792, Rolland de la Platière, ministre de l’intérieur, demande à l’Assemblée législative de décréter d’urgence un moyen provisoire pour mettre fin à la diversité des poids et mesures.
En novembre, la Convention renouvelle cette demande : Borda rend compte des travaux des cinq commissions nommées en 1791. Optimiste, il espère que tout sera prêt en 1794. Nicolas Fortin, le génial mécanicien qui, avec Lenoir, fabrique la plupart des appareils de mesure utilisés pour l'établissement du système métrique, vient de livrer le matériel nécessaire à Lavoisier et Haüy : ils terminent la détermination de la valeur de l’unité de poids. Méchain et Delambre viennent seulement de commencer leur mission.
En décembre 1792, le Comité des assignats et des monnaies demande si l’unité de longueur peut être fixée provisoirement et comment s’appellerait l’unité de poids et de longueur. En janvier 1793, Borda, Condorcet, Lagrange et Laplace répondent que l’unité de longueur pourrait être déterminée provisoirement d’après la mesure de la méridienne de France effectuée par Cassini II et La Caille en 1740 entre Dunkerque et Collioure. Cette unité serait appelée mètre, subdivisée décimalement en décimètre, centimètre et millimètre ; l’unité de poids serait le grave, masse d’un décimètre cube d'eau distillée, subdivisé en décigrave, centigrave et milligrave. Ces conclusions sont reprises dans un rapport de l’Académie des Sciences remis fin mai au Comité d’instruction publique de la Convention.
Louis François Arbogast, nommé le 21 décembre 1792 commissaire pour les poids et mesures, présente à la Convention nationale, le 1er août 1793, un rapport sur les nouveaux poids et mesures. Il lui fallait entre autres justifier le fait que l’on n'attende pas la fin des travaux de l’Académie pour adopter le nouveau système : « L’Académie a jugé que ses travaux étaient assez avancés, et que l’arc du quart du méridien, ainsi que la longueur du pendule à secondes, le poids du pied cube d’eau distillée étaient connus dans ce moment [...] avec l’exactitude suffisante aux usages ordinaires de la société et du commerce. »
https://hal.science/hal-01326311
La Convention, « convaincue que l’uniformité des poids et mesures est un des plus grands bienfaits qu’elle puisse offrir aux citoyens français », adopte, par le décret du 1er août 1793, les conclusions de l’Académie. « Le nouveau système des poids et mesures, fondé sur la mesure du méridien et la division décimale, servira uniformément dans toute la République » (article 1er). Le tableau annexé au décret spécifie les nouvelles unités et leur valeur :
- l’unité de longueur, la dix millionième partie du quart du méridien terrestre, est le mètre, valant 3 pieds et 11,44 lignes de Paris. Une longueur de 1 000 mètres est un miliaire, et le mètre se divise en décimètre, centimètre et millimètre ;
- l’unité de mesure des surfaces est l'are, carré de 100 mètres de côté (à savoir l'actuel hectare), se divisant en déciare et centiare ;
- l’unité de mesure des volumes est la pinte, volume d’un cube d’un décimètre de côté. Un mètre cubique est un cade, divisé en décicade et centicade ;
- l’unité de mesure des poids est le grave, qui vaut 2 livres 5 gros et 49 grains, soit 18 841 grains du marc de la pile de Charlemagne; il se divise en décigrave, centigrave, gravet (millième de grave). Du côté des gros poids, 1000 graves, le poids d’un mètre cube d’eau, font un bar, divisé en décibar et centibar.

Le 6 août 1793, Arbogast est chargé avec Antoine-François Fourcroy de mettre en place la construction des étalons des poids et mesures

#### Loi organique constitutive du système métrique décimal en France: 18 germinal an III (7 avril 1795)
Le 11 ventôse an III (1er mars 1795), Prieur de la Côte d'Or présente à la Convention un « Rapport sur la nécessité et les moyens d’introduire dans toute la République les nouveaux poids et mesures précédemment décrétés ». Il propose de modifier la nomenclature de 1793 et constate l’échec du décret du 24 novembre 1793 prescrivant la division décimale du jour, et le 18 germinal an III (7 avril 1795) est voté le « décret relatif au poids et mesures », en fait, une loi organique généralement considérée comme la loi constitutive du système métrique décimal en France.

L’article 5 définit les nouvelles unités, dites « républicaines » : 

« On appellera : Mètre, la mesure de longueur égale à la dix-millionième partie de l’arc du méridien terrestre compris entre le pôle boréal et l’équateur. Are, la mesure de superficie, pour les terrains, égale à un carré de dix mètres de côtés. Stère, la mesure destinée particulièrement aux bois de chauffage, et qui sera égale au mètre cube. Litre, la mesure de capacité, tant pour les liquides que pour les matières sèches ; dont la contenance sera celle du cube de la dixième partie du mètre. Gramme, le poids absolu d’un volume d’eau pure égal au cube de la centième partie du mètre, et à la température de la glace fondante. Enfin, l’unité des monnaies prendra le nom de franc, pour remplacer celui de livre usité jusqu’aujourd’hui,  »

Les articles 6 et 7 précisent le procédé de construction des multiples et sous-multiples. 

« Article 6 : La dixième partie du mètre se nommera décimètre sa centième partie centimètre. On appellera décamètre une mesure égale à dix mètres : ce qui fournit une mesure très commode pour l’arpentage. Hectomètre signifiera la longueur de cent mètres. Enfin, kilomètre et myriamètre seront des longueurs de mille et dix mille mètres, et désigneront principalement les mesures itinéraires. 
Article 7 : Les dénominations des mesures des autres genres seront déterminées d’après les mêmes principes que celles de l’article précédent : Ainsi, décilitre sera une mesure de capacité dix fois plus petite que le litre ; centigramme sera la centième partie du poids d’un gramme. On dira de même décalitre pour désigner une mesure contenant dix litres ; hectolitre, pour une mesure égale à cent litres. Un kilogramme sera un poids de mille grammes. On composera d’une manière analogue les noms de toutes les autres mesures. Cependant, lorsqu’on voudra exprimer les dixièmes ou les centièmes du franc, unité des monnaies, on se servira des mots décime et centime, déjà reçus en vertu des décrets antérieurs, . »

### Étalons (1795-1799)

#### Étalon provisoire du mètre (1795)

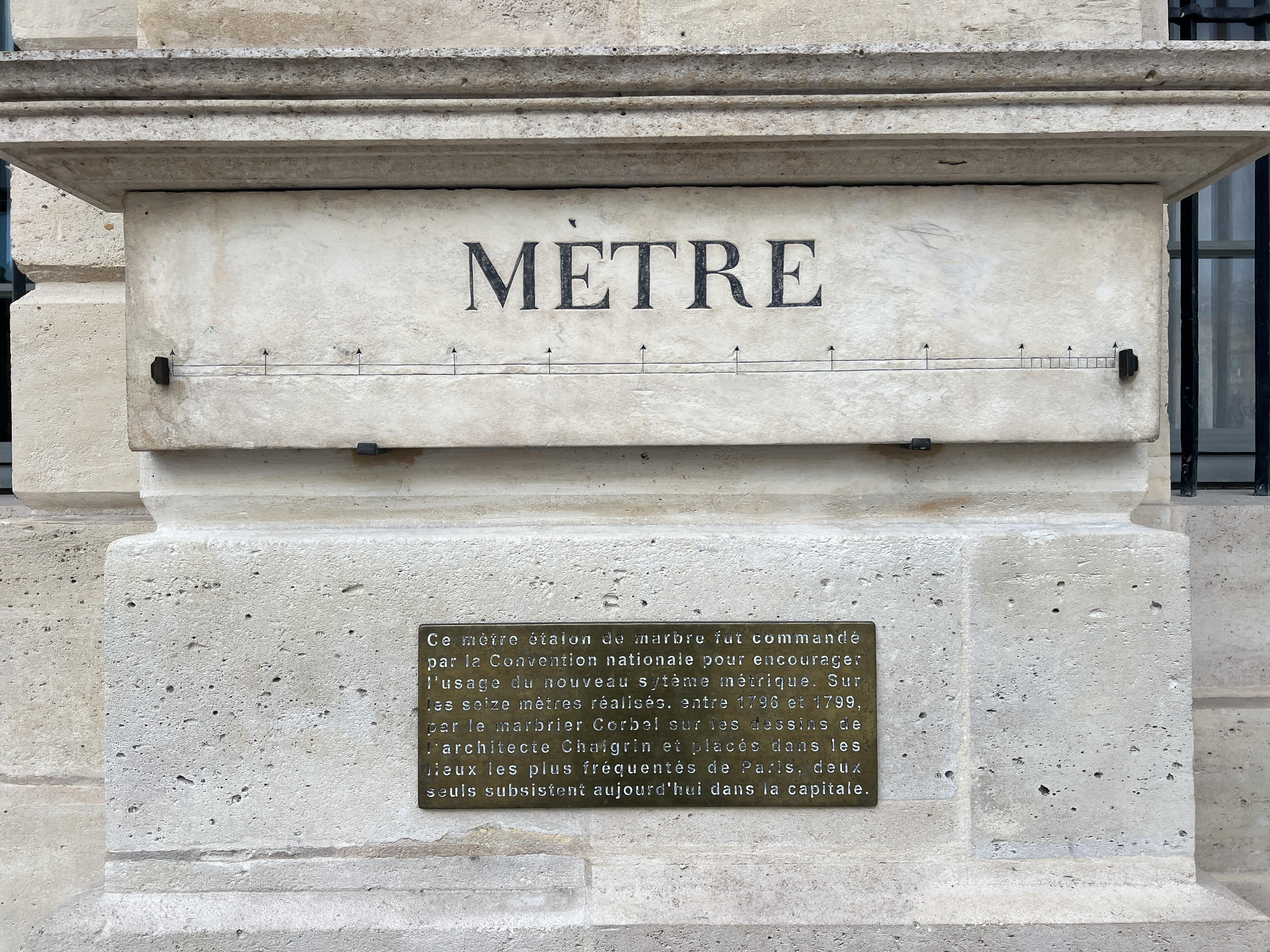
Mètre étalon Hôtel de Bourvallais, place Vendôme.

Des étalons provisoires du mètre sont fabriqués et vérifiés par Jean-Charles de Borda et Brisson. Ils se référèrent aux mesures de la méridienne effectuées par Nicolas Louis de la Caille dont le chiffre provisoire de 5 132 430 toises a été retenu pour le quart du méridien. Selon cette correspondance, le mètre équivaut à 3 pieds, 11 lignes 442 de la toise de l'Académie.
L’article 1er invite les citoyens à « donner une preuve de leur attachement à l’unité et à l’indivisibilité de la République en se servant dès à présent des nouvelles mesures dans leurs calculs et transactions commerciales ». Plus loin le texte ordonne la fabrication d’un nouvel étalon : « une règle de platine sur laquelle sera tracé le mètre qui a été adopté pour l’unité fondamentale de tout le système des mesures », qui devra être déposée « près du Corps Législatif », dans un monument qui sera élevé « pour le conserver et le garantir de l’injure du temps ».
Le 9 floréal an III (28 avril 1795), comme prévu par la loi, la Commission temporaire est remplacée par une Agence temporaire des poids et mesures avec A.-M. Legendre, un mathématicien, Charles-Étienne Coquebert, un géologue, et François Gattey, un chimiste. Les commissaires chargés de continuer les travaux scientifiques sont pour la plupart choisis parmi les membres de l’ancienne équipe: Borda; Delambre et Méchain, priés de reprendre leurs travaux de triangulation; et Berthollet, Brisson, Coulomb, Haüy, Lagrange, Laplace, Monge, Prony, Vandermonde, qui préparent un étalon du mètre (d’après la toise du Pérou), un étalon de poids, des instructions et des graphiques pour l’emploi des nouvelles mesures, etc. L’Agence rédige « une adresse aux artistes français » pour les pousser à inventer des machines « simples et expéditives » pour réaliser à bon compte les nombreux étalons nécessaires aux provinces.
Pour faire connaître au public les nouvelles mesures, Jean-François Chalgrin, le futur architecte de l'Arc de Triomphe, est chargé de la construction de « quelques monuments peu considérables, mais cependant assez apparents pour attirer la curiosité », pour matérialiser le mètre. Seize emplacements sont choisis dans Paris. Quatre de ces mètres en marbre existent encore, à leur emplacement primitif (36, rue de Vaugirard, en face du Palais du Luxembourg) ou après avoir été déplacés (13, place Vendôme, Tribunal de Sceaux, Mairie de Croissy-sur-Seine). Des modèles identiques, mais en fer et rouillés, subsistent dans plusieurs villes de province (Lyon, Montauban).

#### Étalons définitifs du mètre et du kilogramme (1799)

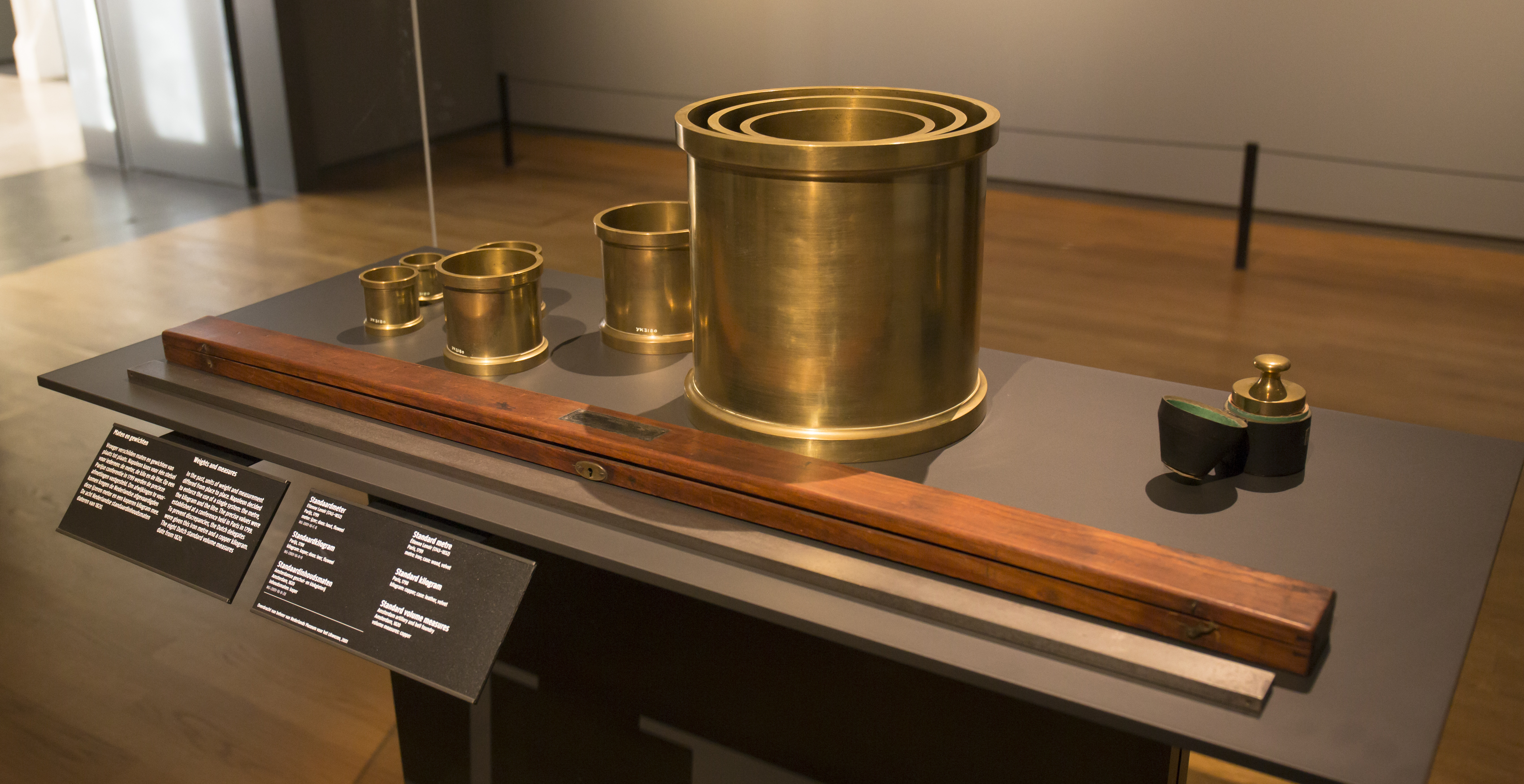
Étalons du système métrique réalisés par Étienne Lenoir à Paris en 1799.

Le travail de définir la valeur définitive du mètre est confié à une commission internationale composée de douze représentants de la France, deux de la République Batave, dont Jan Henry Van Swinden, qui la préside, six de l’actuelle Italie, un pour l’Espagne, un pour le Danemark et enfin un pour la République Helvétique. Le rapport est présenté le 30 avril 1799 : la distance du pôle nord à l’équateur est de 5 130 740 toises, soit pour le mètre une longueur de 3 pieds 11,296 lignes de la toise du Pérou. La valeur utilisée pour la détermination du mètre provisoire basée sur les mesures de Cassini avait été 5 132 430 toises, soit une différence de .... 0,03 %. Mais d’après les mesures prises par satellite aujourd’hui, la longueur du méridien entre le pôle et l’équateur est de 10 002 290 mètres. Autrement dit, le mètre qu’ont calculé Delambre et Méchain est trop court de 0,2 millimètre environ, ce qui le rapproche finalement de la mesure de Cassini.
Le système métrique, système d'unités basé sur le mètre, est officiellement adopté en France avec la loi du 19 frimaire an VIII (10 décembre 1799) L'article 1er de la loi abroge la loi du 18 germinal an III et fixe une nouvelle valeur au mètre, celle définie par la commission internationale en avril 1799 :

« Article 1er - La fixation provisoire de la longueur du mètre, à trois pieds onze lignes quarante-quatre centièmes, ordonnée par les lois du 1er août 1793 et du 18 germinal an III, demeure révoquée et comme non avenue. Ladite longueur, formant la dix-millionième partie de l'arc du méridien terrestre compris entre le pôle nord et l'équateur, est définitivement fixée, dans son rapport avec les anciennes mesures, à trois pieds onze lignes deux cent quatre-vingt-seize millièmes. »

Alors que la loi du 18 germinal an III reconnaît un seul étalon, celui du mètre, et se borne à définir l’unité de poids sans en consacrer une représentation matérielle, la loi du 19 frimaire an VIII reconnaît deux étalons, celui du mètre et celui du kilogramme, sans d’ailleurs se préoccuper de la précision avec laquelle ce dernier répond à sa définition théorique. Dans le rapport fait par Trallès à la Commission des Poids et Mesures, le 11 prairial an VII, sur l’unité de poids, il est dit : « Le vrai kilogramme, ou le décimètre cubique d’eau distillée au maximum de densité, pèse 18827,15 grains dans le vide ». la loi de l’an VIII a omis cette dernière condition et l’oubli n’est en fait réparé que dans la loi de 1837. Les étalons sont fabriqués par Janéty, orfèvre de Paris, avec de la mousse de platine comprimée et martelée à chaud. L'ajustement de l'étalon du mètre est réalisé par Fortin, celui du kilogramme par Lenoir.
Le mètre étalon reste étalon national jusqu'en 1889, date à laquelle il est remplacé par le mètre international du pavillon de Breteuil. Les deux étalons sont présentés au Conseil des Cinq-Cents et au Conseil des Anciens le 4 messidor an VII (22 juin 1799), puis déposés aux Archives de la République, dans l’armoire de fer où ils se trouvent toujours. Le système devient une première fois l'unique système de poids et mesures en France pendant une douzaine d'années seulement, de 1801 sous le Consulat, puis sous le Premier Empire jusqu’en 1812.
Les trois décennies suivantes, la France délaisse le système décimal et revient au système de mesures de l'Ancien régime. En 1812 Napoléon décrète l’introduction des mesures usuelles qui restent en vigueur jusqu’en 1840 sous le règne de Louis Philippe,. Les anciens noms des unités de longueur sont repris, mais la toise est cependant redéfinie en référence au mètre comme mesurant exactement deux mètres.

### Question de la décimalisation du temps (24 novembre 1793)
La décimalisation du temps incarne une des idées révolutionnaires les plus ambitieuses : uniformiser tous les systèmes de mesure autour d’un principe décimal. Dans la continuité de l’adoption le 1er août 1793 du « nouveau système des poids et mesures », la Convention nationale décide le 4 frimaire an II (24 novembre 1793) la décimalisation de l’heure, en même temps que l’institution d’un nouveau calendrier républicain : « Le jour, de minuit à minuit, est divisé en dix parties ou heures, chaque partie en dix autres, ainsi de suite jusqu’à la plus petite portion commensurable de la durée. La centième partie de l’heure est appelée minute décimale ; la centième partie de la minute est appelée seconde décimale. » Cette réforme est portée par le révolutionnaire et mathématicien Gilbert Romme, appuyé par Laplace,.

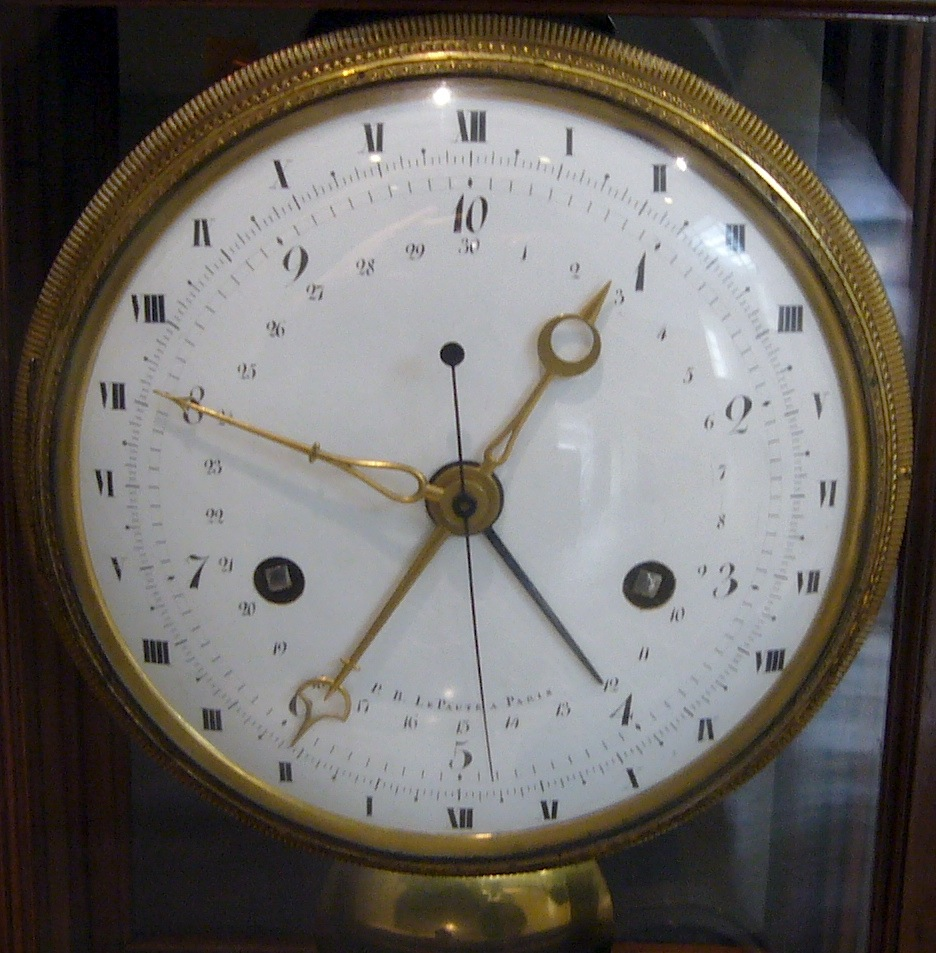
Montre révolutinnaire, présentant les deux systèmes d'unités : duodécimal et décimal.

Les montres ne sont pas encore répandues et l'heure est le plus souvent donnée par les horloges publiques, la réforme ne semble donc pas poser de problème. Les horlogers se heurtent toutefois à des problèmes techniques : ils ont besoin de temps et un délai leur est accordé. Pour les encourager à chercher des solutions, un concours est même organisé en février 1794. L’industrie horlogère de la montre fait alors ses débuts, à Besançon, créée par le gouvernement révolutionnaire. La manufacture, créée pour économiser les devises, souhaitant exporter, réclame par conséquent le retour à la division du temps traditionnel. Elle est néanmoins sommée par le gouvernement de produire un nombre important de montres décimales. Au bout de six mois, la disposition concernant la décimalisation du temps est toutefois suspendue, des questions de financements étant évoquées.
L’dée de la décimalisation du temps n’est pas pour autant abandonnée. Joseph de Rey-Pailhade, ingénieur civil des Mines en est, à la fin du xixe siècle, un des plus ardents défenseurs. Il conçoit une montre décimale, qu’il baptise « cémètre ».
« L’unité fondamentale du temps décimal, dans notre système, est le cé, abréviatif de centijour, valant un centième de jour. Il en résulte que vingt-quatre heures correspondent à cent cés, douze heures ou midi à cinquante cés, etc. Le dixième de cé ou millième de jour s’appelle décicé. »,.
Avec la décimalisation des mesures, Rey-Pailhade a une ambition d’universalité : « À tous les peuples, pour tous les temps. » L’époque est propice, d’autant que les innovations horlogères permettent la production industrielle de la montre. Il existe alors trois courants : les astronomes, cartographes et navigateurs qui pratiquent depuis longtemps la décimalisation « dès qu’elle paraît avantageuse », les physiciens, mécaniciens, électriciens et ingénieurs qui y sont opposés et le public, peu concerné, qui considère que l’heure est une unité de temps trop ancienne pour être changée. La Société astronomique de France émet alors l’idée « qu’il pourrait bien y avoir deux manières de compter, l’une duodécimale pour le grand public, l’autre décimale pour les astronomes ». Des montres décimales, voire comportant les deux systèmes d’unité sont alors produites.
Le cémètre débouche en fait sur le chronomètre avec le développement de la taylorisation du travail au début du XX, notamment dans les usines automobiles. C’est ainsi que la mesure du temps est actuellement dans le monde entier duodécimale pour diviser le jour en vingt-quatre heures, sexagésimal pour diviser heures et minutes en soixante, décimale lorsqu’il s’agit de diviser la seconde.

## La métrique en France et au-delà (XIXesiècle)

### Avatars des débuts du système métrique en France (1800-1875)

#### Confusion dans les unités autorisées (1800-1837)

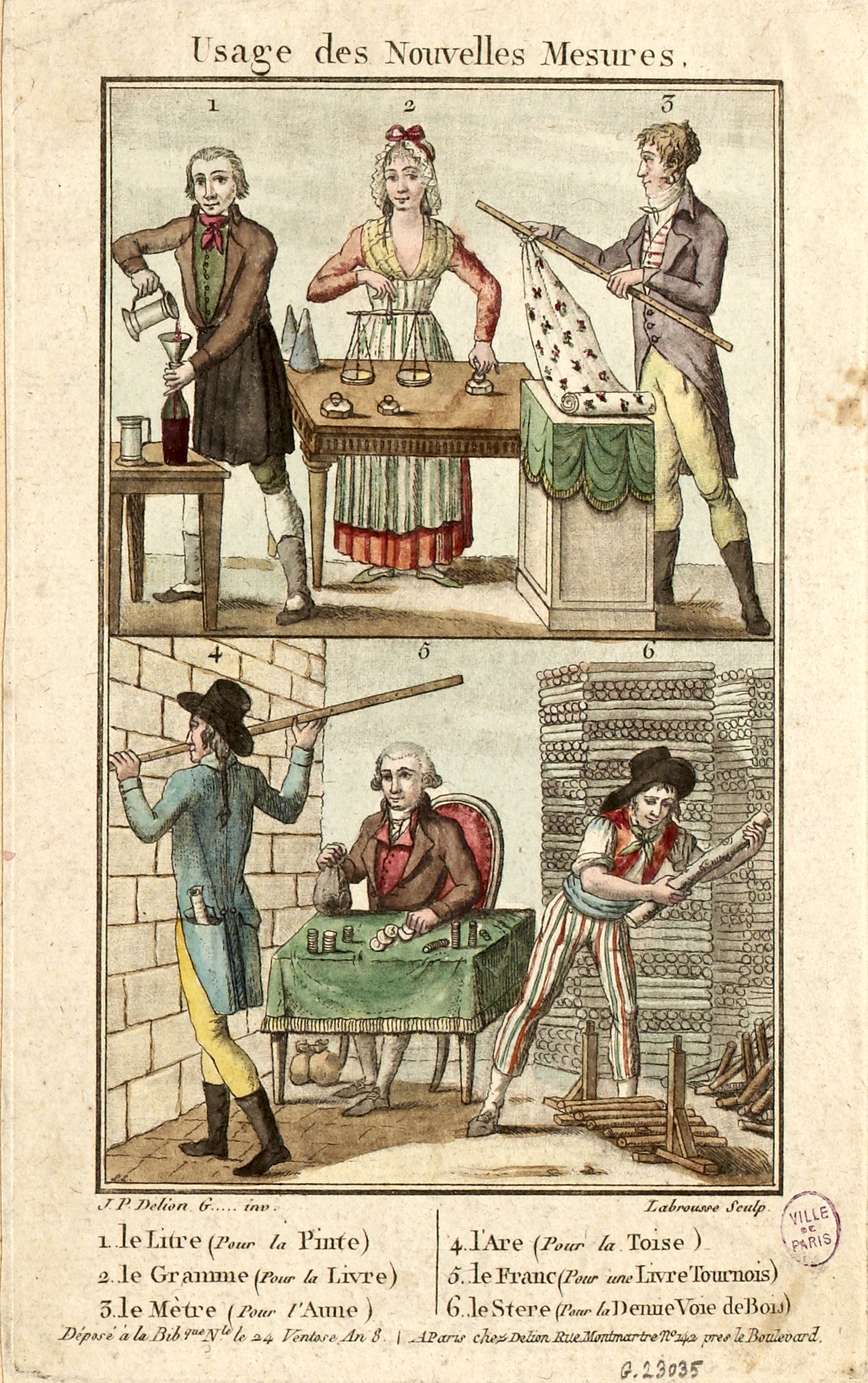
Usage des nouvelles mesures (1800).

Au début du XVIIIe siècle, l’usage des nouvelles mesures s’est en fait peu répandu dans la population, qui continue à utiliser les anciennes mesures jusque sous la monarchie de Juillet.
Ken Alder a tenté de comprendre les raisons pour lesquelles les artisans et les commerçants français n'ont pas adopté les mesures qui, après tout, avaient été conçues en réponse aux plaintes de ce même groupe concernant les anciennes unités. Il affirme que les réformes que les citoyens français ont reçues n'étaient pas celles qu'ils avaient demandées. L'uniformité des poids et mesures était leur principale revendication. Les savants ont en fait ajouté plusieurs aspects à cette demande, notamment le choix d'un étalon issu de la nature, la mise en relation des unités, la décimalisation des divisions et des multiples et l'invention d'une nomenclature systématique sont des aspects de la réforme qui séduisent les savants. Les divisions décimales présentent en particulier un inconvénient dans les opérations courantes du commerce simple, lorsqu'une marchandise doit être divisée en deux, en trois ou en quatre. La division d'une unité décimale par trois entraîne une répétition des décimales, et chaque division par deux nécessite une décimale supplémentaire. Une douzaine (ou un pied de 12 pouces ou une livre troy de 12 onces) peut être divisée facilement en moitiés, en tiers et en quarts. Il n'est pas difficile d'imaginer que les comptables préfèrent les décimales et les vendeurs les divisions duodécimales.
Mais différentes décisions contribuent à la confusion. D'abord des noms « français », issus de traductions, sont à nouveau autorisés avec l’arrêté du 13 brumaire an IX. Ainsi, le kilogramme peut s’appeler aussi la livre. Les relations décimales au mètre et aux unités principales (litre, gramme, are et stère) ne sont dès lors plus repérables par les préfixes. Ensuite le décret de 1812 autorise la fabrication de « mesures usuelles » : la toise, l'aune, le litre, le boisseau et la livre. Ainsi la toise de 1812 vaut exactement deux mètres et divisée comme auparavant en 6 pieds et 72 pouces. Le pouce était divisé en 12 lignes. Le pied et le pouce, valant environ 333,3 mm et 27,78 mm, étaient environ 2,6 % plus grands que les précédentes mesures parisiennes et 9 % plus grandes que leurs homologues britanniques. Enfin un arrêté pris le 21 février 1816, sous la Restauration, rend obligatoire dans le petit commerce l’usage des mesures usuelles et interdit l’usage de fractions décimales. Ce même document fournit des relations permettant les conversions :
- Un mètre = 0,513074 toise
- Un pied = 0,3248394 mètre
- Une aune = 1,188425 mètres
- Un litron = 0,81302 litre
- Un boisseau = 1,3008 décalitres
- Une livre = 4,8951 hectogrammes
- Une toise = 1,949037 mètres
- Un pouce = 2,706995 centimètres
- Un litre = 1,2300 litrons
- Une pinte = 0,931 3 litre
- Un setier = 156,096 litres
- Un kilogramme = 2,04288 livres

Les écoles continuent toutefois à enseigner le système métrique et l'arrêté de 1816 est abrogé en 1825, un « Recueil d'instructions sur les poids et mesures » paraît en 1827, et le 24 avril 1833, dans une circulaire, Thiers, alors ministre du commerce et des travaux publics, constate que si le système a progressé, l'usage des mesures usuelles semble entraver son application. Il reconnaît que certains vérificateurs, mal formés font mal leur travail..., il demande aux préfets de prévoir des tournées de surveillance après celles de vérification.

#### Loi rendant le sytème métrique obligatoire (1837)
Pour mettre un terme à cette confusion, le marquis de Laplace présente à la Chambre, le 12 juin 1837, un rapport qui est sanctionné par la loi du 4 juillet 1837, signée par Louis-Philippe, à la suite de laquelle « tous poids et mesures autres que les poids et mesures établis par les lois du 18 germinal an III et 19 frimaire an VIII, constitutives du système décimal », sont interdites à partir du 1er janvier 1840, notamment donc les mesures usuelles qui avaient été créées en 1812. Le système métrique devient dès lors obligatoire à partir de 1840. Cett loi marque un tournant dans l'histoire de la propagation du Système métrique en France car non seulement cette loi rend obligatoire le nouveau système, mais elle définit également l'organisation de la vérification et la réglementation de tout ce qui touche à la construction des poids et des mesures.

#### Organisation de la vérification
L'ordonnance royale du 18 décembre 1825 avait déjà créé une nouvelle classe de fonctionnaires portant le titre de vérificateurs L'ordonnance du 17 avril 1839 organise le Service de vérificateurs départementaux des poids et mesures sous la surveillance des préfets. Ils sont en charge de la vérification de l’application des unités métriques et de la précision des instruments de mesure, pour assurer de justes échanges. Les candidats vérificateurs sont soumis à un examen spécial; ils sont nommés par le Ministre et doivent prêter serment. Il y en a un au moins par arrondissement ; la vérification se fait au domicile du commerçant, sauf pour les mesures neuves, qui doivent être présentées au bureau du vérificateur. Un décret du 25 mars 1852 donne aux préfets la nomination des vérificateurs, mais elle est rendue au ministre par le décret du 26 février 1873, relatif à l'organisation et au recrutement du service de la vérification .
Le ministre du Commerce Laurent Cunin-Gridaine déclare en novembre 1841 son intention d'étendre les comparaisons avec les puissances commerciales en relation avec la France et d’offrir à chaque état une collection d’étalons métriques (mètre, kilogramme et litre). Le Conservatoire national des arts et métiers produit et diffuse ces étalons métriques aux états, et 18 pays seront destinataires. Selon la loi de 1837, une première vérification des étalons devait avoir lieu avant 1849.
En avril 1848, le Conservatoire devient le dépôt central des étalons et prototypes du Système métrique. Le dépôt est désormais placé sous la tutelle de l’administrateur et physicien, Claude Pouillet. Il s’agit d’assurer la fonction de conservation des étalons de mesure, et leur mise à disposition des usagers. La première vérification décennale des étalons et instruments déposés dans les bureaux de vérification a lieu en 1867-68.

#### Médaille commémorative de la création du système métrique: «A tous les temps, à tous les peuples» (1840)
Le 23 fructidor de l'an VII (9 septembre 1799), Heartault-Lamerville lit, au nom de la Commission des institutions républicaines, un rapport proposant « de faire frapper une médaille en mémoire de la découverte de l'étalon pris dans la nature, sur lequel est fondé l'uniformité des nouveaux poids et nouvelles mesures ». Mais ce projet est ajourné. Il est repris et adopté par la loi du 19 frimaire an VIII (art. 4), qui toutefois décrit très brièvement cette médaille. Le rapport déjà cité de Chouet nous apprend que l'Institut, consulté à ce sujet a proposé le projet suivant : « Le côté principal de la médaille représentera la République française, sous la figure d'une femme debout, offrant de la main droite un mètre et de la main gauche un kilogramme.
- L'inscription sera : A tous les temps, à tous les peuples; et dans l'exergue République française an 8. » Ce projet ne fut pas mis en œuvre. Ce n'est qu'après la loi de 1837 rendant obligatoire l'usage du système métrique pur, qu'un amateur lyonnais, P.-M. Gonon, fit graver par son compatriote M. Penin la médaille commémorative et qui réalise à peu près le projet de l'Institut.

### Le système métrique au-delà de la France (1820-1875)

#### Premiers pays à adopter le système métrique
Le Royaume-Uni des Pays-Bas, qui englobait la Belgique et le Luxembourg ainsi que les Pays-Bas actuels, fait partie intégrante de la République française en 1795 et adopte donc le système métrique décimal introduit par la loi du 18 germinal an III (7 avril 1795), mais aussi le retour des anciens noms de mesure en 1800 et le retrait du nouveau système en 1812. Et pourtant, après la défaite de Napoléon à Waterloo, le système métrique est réhabilité en 1816 par Guillaume Ier, grand défenseur de l'extension du commerce, et rendu obligatoire le 21 août 1816 avec application au 1er janvier 1820, donc bien avant la France elle-même qui ne le rend obligatoire qu'en 1837, avec application au 1er janvier 1840,,,,.
Le Portugal adopte un système métrique légèrement déguisé dans les années 1810, en prenant le 1/10 m comme unité de longueur et en adoptant les noms des unités coutumières portugaises plutôt que la nomenclature française . Seuls le Royaume de Sardaigne (également connu sous le nom de Piémont-Sardaigne) et nominalement l'Espagne ont suivi volontairement le système avant le milieu du siècle . Le qualificatif "volontaire" exclut l'imposition du système par une puissance coloniale à ses colonies. La France avait exporté le système métrique vers ses colonies d'Algérie et du Sénégal en 1840. Hector Vera note que le rôle du colonialisme a souvent été négligé dans les études sur la métrification. Il écrit que le colonialisme et la décolonisation ont tous deux joué un rôle important dans la diffusion du système métrique dans le monde : les anciennes colonies dans lesquelles le système métrique avait été introduit l'ont invariablement conservé lors de leur indépendance, tandis que les autres (principalement les anciennes colonies britanniques) l'ont souvent adopté lors de leur indépendance,.
La Grèce rend l’usage du système métrique facultatif par un décret royal en 1836, soit quelques années après que le pays se soit affranchi de la domination de l'empire ottoman, avec l’aide d’une expédition conjointe de la France, de l’Angleterre et de la Russie. L’indépendance avait laissé la Grèce exsangue, sans administration, sans structures. La France, à titre d’aide, avait envoyé des missions scientifiques, en particulier pour effectuer des relevés géodésiques. Ces missions utilisaient certainement le système métrique, et le jeune pays, pourtant placé sous la protection britannique, avait pu apprécier l’intérêt du nouveau système. Le système métrique n'est toutefois rendu obligatoire qu'à partir de 1959.

#### Les expositions universelles, vitrine pour le système métrique
Les années 1850 et 1860 sont l’époque des grandes expositions universelles: Londres en 1851, Paris en 1855 puis en 1867. Dans ces vitrines technologiques des pays qui se lancent dans la révolution industrielle, on se plaît à rêver d’un système de mesures uniformes qui faciliteraient les échanges commerciaux et scientifiques. Et ce système français, avec sa cohérence, ses rapports décimaux, et ses étalons « universels », il apparaît bien comme le système du futur !. 
Dès 1851, le Conservatoire des Arts et Métiers envoie une collection complète de poids et mesures métriques décimaux, les uns de précision, les autres usuels, qui ont suscité un grand intérêt auprès des hommes de science, des ingénieurs et des industriels. Mais c'est en 1855 que l'intérêt est encore plus manifeste. Environ 200 Commissaires ou Membres du jury, dont une partie sont sujets de la Grande-Bretagne, prennent les conclusions mémorables suivantes « Nous, Commissaires et Membres du jury, nous considérons comme un devoir de recommander énergiquement à l'attention de nos Gouvernements respectifs et des hommes éclairés amis de la civilisation et partisans de la paix et de l'harmonie dans le monde, l'adoption d'un système de poids et mesures, basé sur la numération décimale pour les multiples et les sous-multiples, ainsi que pour les éléments des différentes unités. ».
Les premières adoptions volontaires du système métrique en dehors de l'Europe sont enregistrées. Neuf pays d'Amérique latine adoptent le système métrique comme mesure officielle, à commencer par la Nouvelle-Grenade (aujourd'hui la Colombie) en 1853, suivie au cours des 15 années suivantes par le Mexique, le Venezuela, le Brésil, le Pérou, l'Uruguay, le Chili, l'Équateur, la République dominicaine et (en 1868) la Bolivie.

### Convention du mètre (1875)

#### Conférence générale de l'Association internationale de géodésie (1867)
En 1867 se tient à Berlin la seconde conférence générale de l’Association internationale de géodésie. Dans son rapport publié en octobre, elle déclare que « le système métrique est parfaitement propre à être universellement adopté », recommande « la construction d’un prototype étalon du mètre dont la longueur devrait différer aussi peu que possible de celle du mètre des Archives de Paris » et finalement suggère « la création d'un bureau international des poids et mesures » (BIPM). Dans la foulée, le Ministre des Affaires Étrangères de Napoléon III enjoint aux ambassadeurs, dans un courrier du 16 novembre 1869, d’inviter les gouvernements à déléguer des savants qui se réuniraient à Paris, dans le cadre d’une commission internationale du mètre, pour étudier comment donner au système métrique le caractère universel voulu dès sa création.

#### Commission internationale du mètre de 1870

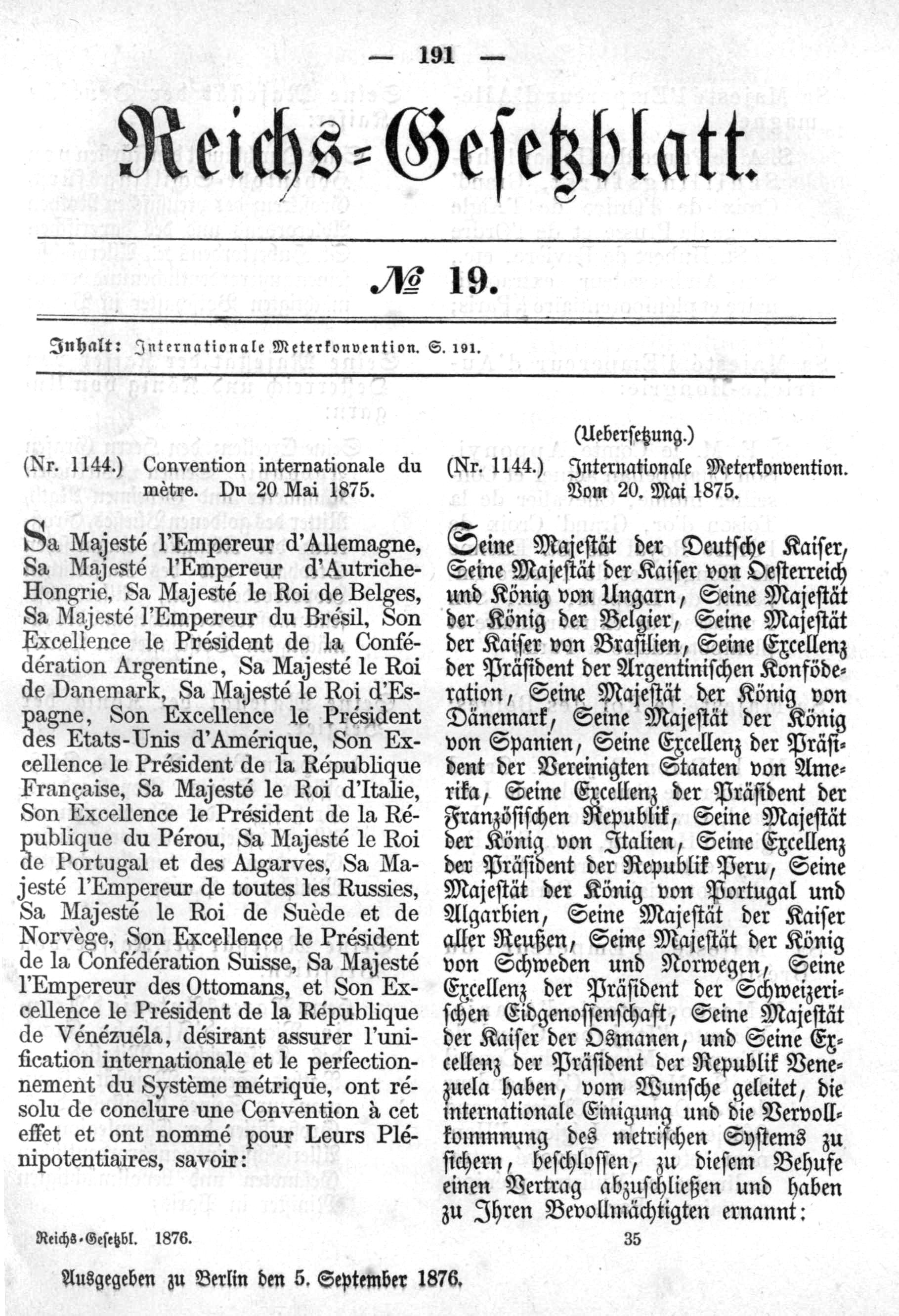
Page de garde de la Reichsgesetzblatt (bulletin officiel allemand) dans l'édition publiant la Convention du Mètre, en 1876.

Vingt-quatre états répondent positivement : pour l’Europe, Autriche-Hongrie, Bavière, Belgique, Espagne, États Romains, Grande-Bretagne, Grèce, Italie, Pays-Bas, Portugal, Prusse et Confédération de l’Allemagne du Nord, Russie, Suède et Norvège, Suisse, Turquie, Wurtemberg; pour l’Amérique du Sud, Chili, Colombie, Équateur, Nicaragua, Pérou, Salvador et Venezuela; et... les États-Unis. La réunion est fixée au 8 août 1870. Elle a effectivement lieu, mais sans les délégués de la Prusse, de la Bavière et du Wurtemberg car la guerre vient d'éclater le 19 juillet. Une nouvelle réunion a lieu en 1872, réunissant 51 délégués représentant 30 états. Les discussions restent techniques, essentiellement consacrées à l’exécution du mètre et du kilogramme internationaux, qui seraient réalisés d’après les valeurs « dans leur état actuel » du mètre et du kilogramme des Archives. Un comité est créé et conclut ses travaux en octobre 1873 en invitant « le Gouvernement français à convoquer à Paris une conférence diplomatique pour délibérer sur les mesures qu’il conviendrait de prendre en commun pour donner à l’unification du système métrique le caractère d’un acte international ».Jourdan p93

#### Commission internationale du mètre de 1875
La Conférence se tient du 1er mars 1875 au 20 mai 1875, date à laquelle les plénipotentiaires de 17 des pays représentés signent au nom de leurs Chefs d’Etat, la Convention métrique internationale, bien vite appelée Convention du Mètre,. La signature de la Convention du Mètre, la réalisation des prototypes internationaux, le bon fonctionnement du BIPM, les progrès entérinés par la CGPM donnent un formidable essor à la diffusion du système métrique dans le monde. Les pays suivants passent au système métrique : Allemagne, Autriche (1871), Suède (1878), Japon  (usage facultatif en 1893, légal en 1921), Russie (facultatif en 1899, total en 1918), Danemark (1907), Pologne (1919), Inde (facultatif en 1920, total en 1956), Chine (1929), Égypte (1939), Corée (1949), Taiwan (1954), Grande-Bretagne (1965), Kenya (1968), Australie (1970),etc..

## Du système métrique au système international (1875 - 1960)

### Premiers travaux du BIPM

#### Prototypes internationaux du mètre et du kilogramme en platine-iridium (1889)
Le gouvernement français cède, en 1875, au BIPM le Pavillon de Breteuil (le bâtiment et ses 25 000 m2 de terrain), situé dans le parc de Saint-Cloud.. Le Comité International des Poids et Mesures (CIPM) entreprend d'abord la restauration du bâtiment, en construit d’autres, d’abord pour abriter les prototypes, ensuite pour accueillir les laboratoires destinés aux nouvelles activités. La mission initiale du BIPM est, comme le spécifie la Convention, de participer à l’élaboration des prototypes internationaux et nationaux du mètre et du kilogramme et d’en déterminer la valeur. 

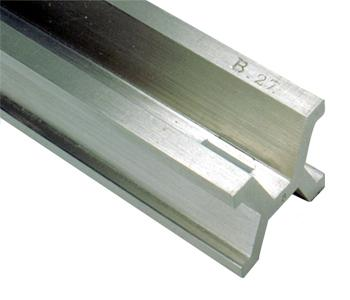
Le prototype du mètre no 27, en alliage de platine-iridium, devenu l'étalon de référence américain.

Pour le choix du métal, le BIPM fait appel au chimiste Henry Sainte-Claire Deville, à l’époque le meilleur spécialiste des alliages de platine, et c’est lui qui propose un alliage à 90 % de platine et 10 % d’iridium : inaltérable, parfaitement homogène, très dur, avec un faible coefficient de dilatation, facile à polir très finement, d’une densité très élevée (21,55 kg/dm3), convenant donc parfaitement à la réalisation des étalons de longueur et de masse. Pour la forme, la même forme que celle de l'étalon des Archives est conserve pour le kilogramme : un cylindre de diamètre égal à sa hauteur de 39 mm, aux arêtes légèrement arrondies. Pour le mètre, on réalise, suivant les indications de Henri Tresca, professeur de mécanique au Conservatoire, une règle à section en X.
Parmi la série des 30 prototypes réalisés, le CIPM sélectionne un exemplaire du Mètre et un exemplaire du Kilogramme et les présente officiellement à la 1ère CGPM en 1889 qui les accepte comme prototypes internationaux. Ils sont alors déposés, à 9 mètres sous terre, dans un des caveaux du Pavillon de Breteuil : le Kilogramme sous une triple cloche de verre dans laquelle on a fait le vide, le Mètre dans un étui métallique.
Le prototype n°27, alloué aux États-Unis, est réceptionné et déballé le 2 janvier 1891 à la Maison Blanche, lors d'une cérémonie solennelle, en présence du président des États-Unis, qui l'accepte comme prototype national du mètre. Il est ensuite immédiatement remballé, scellé dans son étui métallique et transporté au Bureau des poids et mesures standard, où il est resté jusqu'à la création du Bureau des normes, le 1er juillet 1901, date à laquelle il a été transféré au Bureau avec les autres appareils appartenant au Bureau des poids et mesures standard. Il reste emballé et scellé dans son coffret jusqu'à quelques semaines avant son départ pour l'Europe, où il est comparé en 1903 au mètre n° 21, qui est exactement similaire au n° 27, à l'exception des lignes et des surfaces qui ne sont pas aussi parfaites que celles du n° 27, en raison de son emballage fréquent dans de la glace pilée. Il apparait que la N° 27 est plus courte de 4 µm que l'étalon international et la N° 21 est plus longue de 2,45 µm, d’où une écart total de 0,73 µm entre les deux barres.

#### Travaux sur la température
La question de la définition de la température avait déjà été abordée lors de l'élaboration des prototypes internationaux du mètre et du kilogramme, car il était nécessaire de connaître le coefficient de dilatation thermique de l'alliage platine-iridium pour savoir comment la longueur d'un étalon variait en fonction de la température. Le Comité international des poids et (CIPM) adopte ainsi en 1887 comme échelle thermométrique standard une échelle centigrade dont les 100 degrés sont définis par la dilatation de l'hydrogène à une pression initiale de 1 m de mercure. Pour la définition de la pression atmosphérique standard, une valeur de 760 mm de mercure de densité 13,59593 sous l'accélération standard de la pesanteur (la pesanteur standard étant quant à elle la pesanteur au laboratoire du BIPM à Sèvres (au sud-ouest de Paris), divisée par 1,0003322 pour la relier à 45° et au niveau de la mer. La définition est élargie par la 7e CGPM en 1927, il s'agit alors d'une échelle pratique et non thermodynamique. Lors de la 9e CGPM en 1948, le point triple de l'eau est reconnu comme l'unique point fixe sur lequel une échelle thermodynamique absolue serait établie. (Une échelle de température nulle au zéro absolu ne nécessite qu'un seul point fixe non nul). En même , la CGPM a adopté le " degré Celsius " (°C) comme nom d'unité préféré pour température conventionnelle, et elle a inscrit le " degré absolu (°K) " comme unité pour la température thermodynamique absolue.

#### Création de grands laboratoires de métrologie (1900)
Au tournant du siècle, trois laboratoires nationaux de métrologie sont fondés, qui vont collaborer au cours du siècle suivant et au-delà au régime international de la métrologie : le Physikalisch-Technische Bundesanstalt, créé à Berlin en 1887, le National Physical Laboratory, près de Londres, en 1900, et le National Bureau of Standards, près de Washington, D.C., en 1901.

### Nouvelles unités

#### Introduction du système MTS en France (1919), puis du MKS (1948)
Les besoins nouveaux de l’industrie et du commerce avaient rendu désirable et même nécessaire de compléter le tableau primitif des mesures légales en l’étendant à de nouvelles unités. En juillet 1912 le Ministre du Commerce et de l’Industrie chargea une Commission d’étudier les moyens d’assouplir la législation, et de transformer la réglementation qui la compléte. Une loi fixerait les unités fondamentales, clé de voûte de l’édifice, et un Règlement d’administration publique annexé énumérerait les unités secondaires, puis présenterait le tableau général de toutes les unités. En outre, la loi établirait en principe l’obligation de la vérification pour tous les instruments de mesure qui doivent servir à des transactions commerciales, et donnerait mandat au Conseil d’État de dresser la liste de ces instruments.
Cette Commission adopte finalement, sous le nom de Système MTS, un ensemble très semblable au système CGS, mais où le centimètre et le gramme sont respectivement remplacés par le mètre et la tonne, unités mieux adaptées aux besoins des grandes industries, comme la métallurgie, les chemins de fer, l’exploitation des mines ou celle de l’énergie hydraulique. A ce nouvel ensemble d’unités, embrassant les longueurs, surfaces, volumes, masses, temps, force, énergie, puissances, pressions, la Commission ajoute d’abord des unités pour les angles et pour les densités, puis les quatre unités électriques pratiques de résistance, intensité de courant, différence de potentiel, quantité d’électricité; ainsi que des unités calorifiques (intervalle de température, quantité de chaleur) et des unités optiques (intensité lumineuse, flux lumineux, éclairement, puissance des systèmes optiques). Ces nombreuses unités sont divisées en deux groupes, les unités principales, consacrées par une loi, et les unités secondaires figureraient dans un Règlement d’administration publique, plus facile à modifier le cas échéant, et à tenir au courant des besoins nouveaux.
Le projet est approuvé sans modification par la Chambre des Députés, puis par le Sénat, et il devient ainsi la loi du 2 avril 1919. Pour les unités principales (en dehors du mètre et du kilogramme, déjà définis par les lois du 19 frimaire an VIII et du 11 juillet 1903), les unités principales suivantes sont sanctionnées pour la première fois :
- La seconde de temps moyen comme unité de temps ;
- L’ohm comme unité de résistance électrique et l'ampère comme unité d’intensité du courant; l’un et l’autre ont été définis par la Conférence internationale des Unités électriques, tenue en 1908 ;
- Le degré centésimal de température, défini par les Conférences générales des Poids et Mesures tenues en 1889 et 1913 ;
- La bougie décimale, comme unité d’intensité lumineuse, valant un vingtième de l’étalon Violle (constitué lui-même, conformément aux décisions de la Conférence internationale).

Ce tableau général est remanié en 1947 afin de tenir compte des résolutions internationales concernant les unités électriques et photométriques, notamment celles de 1946. Ces modifications sont étudiées successivement par le Comité technique des Instruments de Mesure, le Bureau National, Scientifique et Permanent des Poids et Mesures, l'Académie des Sciences et le Conseil d'État. Les travaux sont sanctionnés par la loi du 14 janvier 1948 qui modifie la loi du 2 avril 1919 et le décret du 28 février 1948 qui remplace et abroge le décret du 26 avril 1919. Dans la nouvelle réglementation, l'Ohm et l'Ampère internationaux sont supprimés de la liste des unités principales et remplacés, à titre d'unités secondaires, par l'Ohm et l'Ampère absolus, tels qu'ils sont définis dans les Résolutions du Comité international d'octobre I946. La bougie décimale est remplacée par la bougie nouvelle définie dans les mèmes résolutions.

#### Décisions du BIPM (1946)
La 3e CGPM adopte une formulation précisant que le kilogramme est une unité de masse et non de poids. Cela avait été compris depuis un certain temps, mais n'avait pas été explicitement énoncé
Après les travaux des années 1930 et le chaos de la Seconde Guerre mondiale, le CIPM décide en 1946 de mettre en vigueur les unités électriques absolues - ampère, volt, ohm, coulomb, farad, henry et weber - à partir du 1er janvier 1948. Il adopte également les définitions des unités mécaniques de force, d'énergie et de puissance (appelées respectivement newton, joule et watt) auxquelles les unités électriques absolues ont été référencées. L'ampère était la seule unité électrique entièrement basée sur des grandeurs mécaniques.

### Préparation de la mise en place du Système international (1948-1960)
Pour préparer l'avènement du nouveau système internationl d'unités, deux décisions importantes sont prises en 1948 et 1954.
D'abord en 1948, la Convention du mètre est révisée afin d'étendre les attributions du BIPM à d’autres domaines de la physique (électricité, photométrie). L'Union internationale de physique, mais aussi le gouvernement français sollicitent le CIPM d'adopter pour les relations internationales un système pratique international d'unités, recommandant le système M. K. S. et une unité électrique du système pratique absolu, tout en ne recommmandant pas que le systèmle C.G.S. soit abandonné par les physiciens. Une enquête est lancée visant à recueillir l'opinion des milieux scientifiques, techniques et pédagogiques de tous les pays, de centraliser les réponses et d'émettre des recommandations concernant l'établissement d'un même système pratique d'unités de mesure, susceptible d'être adopté dans tous les pays signataires de la Convention du Mètre.
Puis en 1954, la 10e Conférence générale adopte une résolution visant à fonder un système international d'unités sur le mètre, le kilogramme, la seconde, l'ampère, le degré Kelvin et la candela comme unités longueur, de masse, de temps, d'intensité du courant électrique, de température thermodynamique et d'intensité lumineuse. Le CIPM crée une commission pour mettre en oeuvre cette décision. La résolution qui établit le système en 1960 (lors de 11e CGPM) est longue et détaillée. Elle comprend un nom pour le système (Système International d'Unités, abrégé SI), la liste des six unités de base, 27 unités dérivées, et des préfixes et abréviations allant de tera- (T=× 10(12) ) à pico- (p=× 10(-12) ).

#### Autres références
1. 1 2 3 4  Jacques Boyer, « Le centenaire du système métrique. », Revue encyclopédique : recueil documentaire universel et illustré, Larousse,‎ 7 octobre 1899 (lire en ligne, consulté le 6 juin 2025).
2. ↑  Capitularia Regum Francorum, t. I f° 238, Carol. Magn., an 789
3. ↑  Capitularia Regum Francorum, 1.1 f° 503, Carol. Magn., an 813
4. ↑  Jean-Pierre Friedelmeyer, « Arbogast, de l’Institut national de France », sur hal.science, 3 juin 2016 (consulté le 9 juillet 2025), p. 40-41.
5. ↑  Joël Briand et Marie-Lise Peltier, « Étude de la disme de Stevin de Bruges », sur shs.hal.science, 2003 (consulté le 22 juin 2025).
6. ↑   René Taton, Myriana Ilic, Danielle Fauque et Robert Halleux, « La tentative de Stevin pour la décimalisation de la métrologie », Cahiers de métrologie, no 1,‎ 1983, p. 5-19 (DOI 10.1484/M.DDA-EB.4.00443, lire en ligne).
7. ↑  (en) Glen Van Brummelen, « Decimal fractional numeration and the decimal point in 15th-century Italy », Historia Mathematica, no 66,‎ mars 2024 (DOI 10.1016/j.hm.2024.01.001, lire en ligne).
8. ↑  Mathilde Ragot, « Le point décimal, avancée majeure des mathématiques, serait plus ancien que ne le pensaient les historiens », sur geo.fr, 21 février 2024 (consulté le 22 juin 2025).
9. ↑  (en) L. Reimer et W. Reimer, Mathematicians Are People, Too: Stories from the Lives of Great Mathematicians, vol. 1, Parsippany, NJ, Pearson Education, Inc. as Dale Seymor Publications, 1990 (ISBN 0-86651-509-7), p. 41.
10. ↑  La Chapelle, d’Alembert, Boucher d’Argis, « L’Encyclopédie, 1ère édition », sur fr.wikisource.org, Paris, 1751 (consulté le 17 juin 2025).
11. ↑  Jean-Clément Martin, Nouvelle histoire de la Révolution française, Paris, 2019, p. 186-195.
12. 1 2  Suzanne Débarbat et Terry Quinn, « Les origines du système métrique en France et la Convention du mètre de 1875, qui a ouvert la voie au Système international d'unités et à sa révision de 2018 », Comptes rendus - Physique, vol. 20, nos 1-2,‎ 2018, p. 6-21 (DOI 10.1016/j.crhy.2018.12.002/, lire en ligne, consulté le 28 mai 2025).
13. ↑  (en) JR Miller, Speeches in the House of Commons upon the equalization of the weights and measures of Great Britain ; with notes, &c. together with two letters from the bishop of Autun, Londres, J. Debrett, 1790 (lire en ligne).
14. ↑  Louis Jourdan, « Talleyrand et l'établissement du système métrique. », sur amis-talleyrand.org, Association les amis de Talleyrand, 2002 (consulté le 28 mai 2025).
15. ↑  Charles-Maurice de Talleyrand-Périgord, « Discours non prononcé de M. de Talleyrand, évêque d'Autun, sur les poids et mesures, en annexe de la séance du 9 mars 1790 », dans Archives Parlementaires de 1787 à 1860 - Première série (1787-1799), t. XII : Du 2 mars au 14 avril 1790, Paris, Librairie Administrative P. Dupont, 1881 (lire en ligne), p. 104-108.
16. ↑  Jean-Pierre Friedelmeyer, Arbogast, de l’Institut national de France, 2016 (HAL hal-01326311, lire en ligne).
17. ↑  « Lettre signée conjointement par les 3 membres composant l'agence temporaire des poids et mesures, chargée d'édifier un système universel d'unités de mesure », sur traces-ecrites.com, 20 septembre 1795 (consulté le 28 mai 2025).
18. ↑  Suzanne Débarbat, « Fixation de la longueur définitive du mètre - Loi du 19 frimaire an VIII (10 décembre 1799) », sur francearchives.gouv.fr, 12 mars 2020 (consulté le 28 mai 2025).
19. ↑  Octave Gréard, La législation de l'instruction primaire en France depuis 1789 jusqu'à nos jours - tomeII - de 1833 à 1847, 1891 (lire en ligne), p. 324.
20. ↑  « Étalons du mètre et du kilogramme », sur francearchives.gouv.fr (consulté le 9 juillet 2025).
21. ↑  « Étalon du mètre en platine et son étui », sur francearchives.gouv.fr (consulté le 9 juillet 2025).
22. ↑  « L’instauration du système métrique décimal, (1790-1837) » (consulté le 28 mai 2025).
23. ↑  Grand dictionnaire universel du XIXe siècle, vol. 11, Paris, Pierre Larousse, 1866–77 (lire en ligne), « Métrique », p. 163–164.
24. ↑  National Industrial Conference Board, The metric versus the English system of weights and measures..., The Century Co., 1921 (lire en ligne), p. 10–11.
25. ↑  « Histoire du temps décimal », sur grandquebec.com (consulté le 9 juillet 2025).
26. 1 2  Joëlle Mauerhan, « Jour, heure, minute et seconde décimalisés », Actes des congrès nationaux des sociétés historiques et scientifiques, nos 129-5,‎ 2011, p. 110 (lire en ligne, consulté le 9 juillet 2025).
27. ↑  Joseph de Rey-Pailhade, Le temps décimal: avantages et procédés pratiques : avec un projet d'unification des heures des colonies françaises, Gauthier-Villars & fils, 1894 (lire en ligne).
28. ↑  Joëlle Mauerhan, « Jour, heure, minute et seconde décimalisés », Actes des congrès nationaux des sociétés historiques et scientifiques, nos 129-5,‎ 2011, p. 111 (lire en ligne, consulté le 9 juillet 2025).
29. 1 2  Jacques Boyer, « Le centenaire du système métrique. », Revue encyclopédique : recueil documentaire universel et illustré, Larousse,‎ 7 octobre 1899, p. 848 (lire en ligne, consulté le 6 juin 2025).
30. ↑  (en) William Hallock et Herbert T Wade, « Outlines of the evolution of weights and measures and the metric system », London, The Macmillan Company, 1906, p. 66–69.
31. ↑  François Boule et Madeleine Eberhard, « Histoire de mesures et système métrique », Grand N, no 72,‎ 2003, p. 78 (lire en ligne).
32. ↑  « Recueil d'instructions sur les poids et mesures, contenant la collection entière de celles relatives a la fabrication et a la vérification de ces instrumens », sur cnum.cnam.fr, Paris, Imprimerie Anthelme Boucher, 1827.
33. ↑  « Le "système usuel" et ses mesures (1812-1840) », sur les-sans-hulotte.net.
34. ↑  Bulletin des lois de la République française.
35. ↑  Claudine Fontanon et Loïc Petitgirard, « Du Système métrique au Laboratoire d’essais : le Cnam et la Métrologie nationale (1795-1960) », Cahiers d'histoire du Cnam, Paris, vol. 3,‎ 3e trimestre 2015, p. 17 (lire en ligne).
36. ↑  Claudine Fontanon et Loïc Petitgirard, « Du Système métrique au Laboratoire d’essais : le Cnam et la Métrologie nationale (1795-1960) », Cahiers d'histoire du Cnam, Paris, vol. 3,‎ 3e trimestre 2015, p. 18 (lire en ligne).
37. ↑  Marc Himbert, « Histoire des étalons : Deux siècles de métrologie au Conservatoire national des arts et métiers », sur inm.cnam.fr (consulté le 9 juillet 2025).
38. ↑  Claudine Fontanon et Loïc Petitgirard, « Du Système métrique au Laboratoire d’essais : le Cnam et la Métrologie nationale (1795-1960) », Cahiers d'histoire du Cnam, Paris, vol. 3,‎ 3e trimestre 2015, p. 19 (lire en ligne).
39. 1 2  (en) Hector Vera, The social life of measures: metrication in the United States and Mexico, 1789–2004 (Dissertation), New School, 2011 (lire en ligne).
40. ↑  « La situation en Belgique N°214 - Métrologie », 1er septembre 2006 (consulté le 14 juillet 2025)
41. ↑  (en) F Paixão et FR Jorge, « Success and constraints in the adoption of the metric system in Portugal », dans M Kokowski (ed), The global and the local: the history of science and the cultural integration of Europe. Proceedings of the 2nd ICESHS (Cracow, Poland, 6–9 Sept, 2006), 2006, p. 463–470.
42. ↑  (en) EF Cox, « The metric system: a quarter-century of acceptance (1851–1876 », Osiris, vol. 13,‎ 1958, p. 358– 379 (DOI 10.1086/368621).
43. ↑  « Compte rendu des séances de la première conférence générale des poids et mesures », sur bipm.org, 1890 (consulté le 10 juillet 2025).
44. ↑  BIPM, Le Système international d’unités : 9e édition, août 2024, 220 p. (ISBN 978-92-822-2272-0, lire en ligne [PDF]), p. 15.
45. 1 2  (en) Louis A. Fischer, « Recomparison of the united states prototype meter. » [PDF], sur nvlpubs.nist.gov, 1904 (consulté le 20 juin 2025).
46. ↑  « Compte rendu des séances de le neuvième conférence des poids et mesures », sur bipm.org, 1948 (consulté le 11 juillet 2025), p. 105.
47. ↑  « Compte rendu des séances de le neuvième conférence des poids et mesures », sur bipm.org, 1948 (consulté le 11 juillet 2025), p. 64.
48. ↑  « Procès-verbaux des séances du Comité international des poids et mesures- session de 1948 », sur bipm.org, 1948 (consulté le 11 juillet 2025), p. 89.

#### Encyclopédies spécialisées en métrologie
- (en) François Cardarelli, Encyclopaedia of Scientific Units, Weights and Measures : Their SI Equivalences and Origins, Londres, Springer Verlag, 2003, 848 p. (ISBN 978-1-4471-1122-1).
- (en) Donald Fenna, A Dictionary of Weights, Measures, and Units, Londres, Oxford University Press, 2004, 352 p. (ISBN 9780198605225, lire en ligne).
- (en) S. V. Gupta, Units of Measurement : History, Fundamentals and Redefining the SI Base Units, Berlin (Allemagne), Springer Verlag, 2020, 304 p. (ISBN 978-3-030-43968-2).
- (en) Jan Gyllenbok, Encyclopaedia of Historical Metrology, Weights, and Measures, vol. 1, Bâle (Suisse), Birkhäuser Verlag, 2018, 677 p. (ISBN 978-3-319-57596-4).
- Franck Jedrzejewski, Histoire universelle de la mesure, Ellipses, février 2020, 424 p. (ISBN 2340035899).

#### Sources primaires
- Jean-Baptiste Delambre, Pierre Méchain, Base du système métrique décimal, ou Mesure de l'arc du méridien compris entre les parallèles de Dunkerque et Barcelone, Paris, 1806-1810, T. 1, T. 2, T. 3.